# Santschiella kohli
Santschiella es un género de hormigas que solo contiene la especie Santschiella kohli. Se distribuyen por África Central. Solo se conocen las obreras, que miden alrededor de 3 mm..